# Круїзер

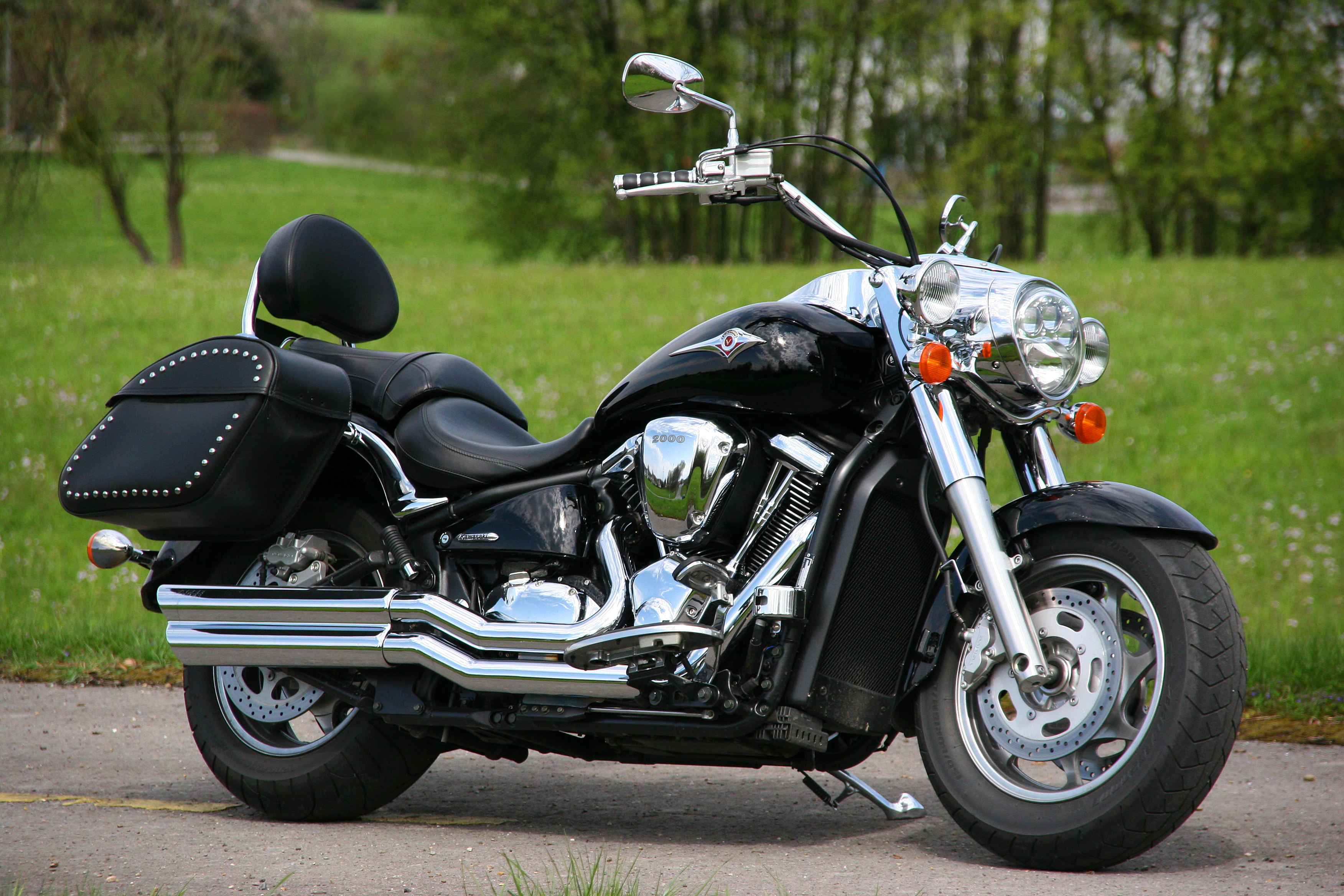
Kawasaki VN2000

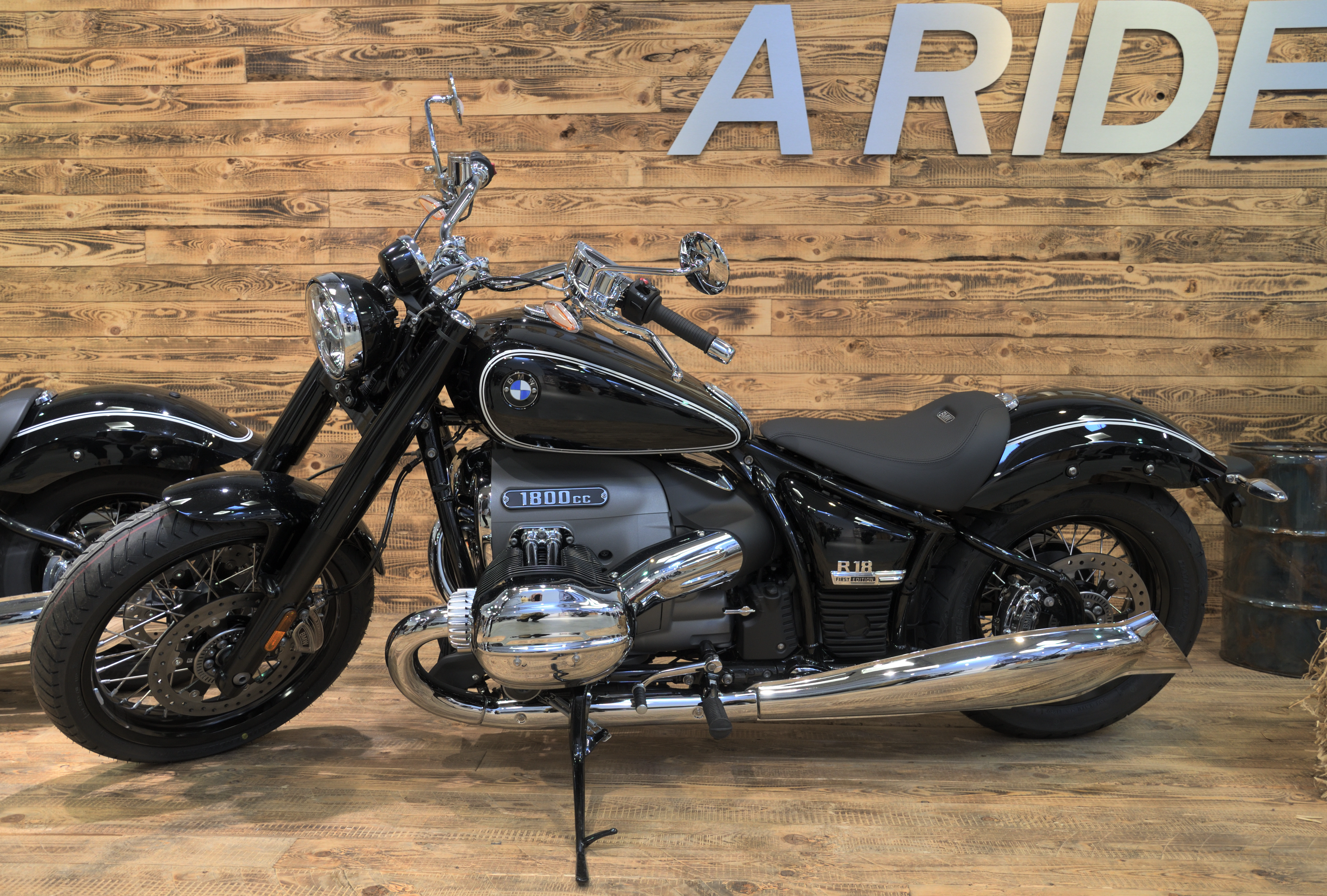
BMW R 18

Круїзер (англ. cruiser) — мотоцикл, стилістично близький до чоппера, проте відрізняється від нього однаковим розміром переднього і заднього коліс, більшими розмірами та масою і кращою пристосованістю до далеких поїздок, наприклад: Yamaha XVS та XV («Midnight Star»), Kawasaki VN («Vulcan»), Suzuki Intruder, Harley-Davidson Glide та Road King.